# Uri Saranghaetjanha
„Uri Saranghaetjanha” (kor. 우리 사랑했잖아) – singel kolaboracyjny południowokoreańskiej grupy T-ara oraz duetu Davichi. Został wydany cyfrowo 23 grudnia 2011 roku. Utwór znalazł się na pierwszym miejscu listy przebojów Gaon oraz został pobrany 2 169 324 razy w Korei Południowej (stan na marzec 2012).

## Lista utworów
| Nr | Tytuł                                        | Słowa   | Kompozycja     | Aranżacja      | Czas |
| -- | -------------------------------------------- | ------- | -------------- | -------------- | ---- |
| 1. | "Uri Saranghaetjanha" (kor. 우리 사랑했잖아) | K-Smith | Choo Young-soo | Choo Young-soo |      |

## Notowania
| Lista                       | Najwyższa pozycja |
| --------------------------- | ----------------- |
| Gaon Weekly Digital Chart   | 1                 |
| Gaon Monthly Digital Chart  | 4                 |
| Gaon Weekly Download Chart  | 1                 |
| Gaon Monthly Download Chart | 5                 |